# George Takei
George Hosato Takei Altman (* 20. dubna 1937 Los Angeles, Kalifornie) je americký herec japonského původu.
Jeho hollywoodská kariéra začala na konci 50. let. Takeiovou první zkušeností se stal anglický dabing několika postav v japonském snímku Rodan. Následně začal být obsazován do různých filmů, jako jsou Ice Palace, Hell to Eternity, A Majority of One nebo Red Line 7000.
V letech 1966 až 1969 hrál ve sci-fi seriálu Star Trek poručíka Sulu, kormidelníka hvězdné lodi USS Enterprise. Na tuto roli navázal v letech 1973 a 1974 dabingem téže postavy v animovaném seriálu Star Trek. Účinkoval rovněž v prvních šesti filmech na motivy Star Treku (1979–1991) a roku 1996 hostoval v jedné epizodě („Vzpomínka“) seriálu Star Trek: Vesmírná loď Voyager.
V říjnu 2005 v časopisu Frontiers Takei potvrdil, že je gay a že má 18letý vztah s Bradem Altmanem. Vzali se 14. září 2008, přičemž za svědka jim byl Walter Koenig a hlavní družičkou byla Nichelle Nicholsová.
V roce 2008 se objevil v pokračování herní série Command & Conquer s názvem Command & Conquer: Red Alert 3, kde ztvárnil vůdce japonského impéria.
Má hvězdu na Hollywoodském chodníku slávy.